# 버드맨 (영화)
《버드맨》(영어: Birdman or (The Unexpected Virtue of Ignorance))은 알레한드로 곤살레스 이냐리투가 감독, 제작, 각본을 맡은 2014년에 개봉한 미국의 블랙 코미디 드라마 영화이다. 마이클 키턴, 잭 갤리퍼내키스, 에드워드 노턴, 앤드리아 라이즈버러, 에이미 라이언, 에마 스톤, 나오미 왓츠 등이 출연했다. 키턴은 한때 맡았던 슈퍼히어로 역할로 인해서 레이먼드 카버의 이야기를, 각색작을 브로드웨이에서 시작하는 데 어려움을 겪는 한물간 할리우드 배우 역을 연기했다.
이 영화는 2014년 8월 27일, 제71회 베네치아 국제 영화제의 개막작이였고, 황금 사자상 경쟁 부문에 들었다. 2014년 10월 27일, 미국에서 제한적으로 상영을 시작하였고, 폭스 서치라이트 픽처스의 배급하에서 11월 14일 대대적인 개봉을 하였다. 영화의 수익은 5,900만 달러를 넘었다. 영화는 비평적으로 호평을 받았고, 미국 영화 연구소와 전미 비평가 위원회를 포함한 여러 단체에서 2014년 최고의 영화 중 한 편으로 선정하기도 하였다. 제72회 골든 글로브상에서 뮤지컬·코미디 영화 부문 작품상, 감독상, 음악가상을 포함하여 총 7개 부문에 후보에 올랐고, 각본상을 수상했다. 키턴은 남우주연상을 수상한것에 비해, 노턴과 스톤은 골든 글로브상과 제21회 미국 배우 조합상등 두 시상식에서 남우조연상과 여우조연상에 둘다 후보에 올랐고, 미국 배우 조합상에서 영화부문 캐스팅상을 수상했다. 제87회 아카데미상에서도 《그랜드 부다페스트 호텔》과 함께 해당 시상식내에서 최다인 9개 부문에 후보로 올랐다. 그리고 아카데미 작품상, 감독상, 각본상, 촬영상을 수상했다.

## 줄거리
리건 톰슨은 한때 슈퍼히어로 영화 '버드맨' 역으로 이름세를 날렸지만 지금은 한물간 배우다. 리건은 내면에서 '버드맨'의 조롱과 힐난에 시달리면서도, 공중부양과 염력을 능수능란하게 선보이는 자신의 모습을 종종 상상해본다. 현실에서는 레이먼드 카버의 단편 <사랑에 대해 이야기할 때 우리가 말하는 것>을 각색한 브로드웨이 뮤지컬에서 각본, 연출, 연기를 맡으며 진정한 배우로 인정받으려 하고 있다. 프로듀서는 리건의 절친인 변호사 제이크가 맡고, 리건의 여자친구 로라와 이번이 브로드웨이 데뷔무대인 레슬리가 공동 출연한다. 여기에 마약 중독자였다가 회복중인 딸 샘이 매니저로 일하고 있다.
프리뷰 공연 전날 밤, 공연장 조명 하나가 떨어져 출연 배우인 랠프의 머리를 직격하는 사고가 벌어진다. 레슬리는 대타 배우로 남자친구 마이크를 추천한다. 뛰어난 배우지만 변덕스러운 메소드 연기로 악명 높은 그를 리건은 받아들인다. 그러나 이후 진행된 일련의 프리뷰는 그야말로 대참사였다. 마이크는 술 마시는 연기에서 진 대신 물병으로 대체한 걸 가지고 캐릭터 몰입을 깼다고 불평하고, 베드신에서 레슬리에게 실제로 섹스하자고 제안하지 않나, 무대 위의 소품이 모두 가짜라며 공연을 방해한다. 일련의 사태로 계속해서 마이크와 다투던 리건은, 뉴욕 타임스에 실린 마이크의 인터뷰 기사에서 뮤지컬 제작 계기에 관한 이야기를 베껴 자기 것처럼 포장한 걸 읽고 폭발하여 마이크에게 한바탕 주먹질 싸움을 건다. 화를 참지 못하며 공연을 취소하자는 리건의 말에 제이크는 여러 가지 핑계를 들며 계속 진행하자고 달랜다. 한편으로 리건은 딸이 대마초를 피우는 걸 발견하고 질책했다가, "아빠가 하는 공연은 자기과시를 위한 것일 뿐, 아빠는 별 볼일 없는 사람"이란 말을 듣는다. 그런 가운데 '버드맨'의 목소리가 내면 속의 리건에게 끊임없이 말을 걸며, 그와 그 주변의 모든 것을 두고 비난하기 바쁘다.
시간이 흘러 최종 프리뷰를 선보이는 날. 뒤켠에서 담배를 피우던 리건은 몸에 걸친 가운이 실수로 비상용 탈출구 문에 끼어버리는 일을 겪는다. 곧 무대에 오를 예정이었던 리건은 어쩔 수 없이 가운을 벗고 팬티바람으로 타임스 스퀘어를 지나 극장 정문으로 돌아가서, 공연 마지막 장이 올라가는 순간 나타나 즉석 연기를 펼친다. 무대의 막이 내리고 의상실에서 대기하던 샘은 이번 공연은 좀 유별나긴 했어도 재밌었다는 평을 던진다. 그리고는 그의 알몸 달리기를 포착한 영상이 SNS상에서 널리 퍼지고 있다며 일종의 바이럴 마케팅으로 삼으면 도움이 될 것이라고 말한다.
리건은 바에 가서 술 한잔 하다가 명망 있는 공연 평론가 태비사 디킨슨과 마주친다. 반갑게 말을 건 리건에게 태비사는 무식한 할리우드 유명인사들이 꼭 진지하게 배우를 하려 드는 꼴은 보기 싫다면서, 내일 리건의 공연을 보지도 않고 무조건 혹평을 내려 '조져버릴(kill)' 것이라고 단언한다. 집으로 가는 길에 리건은 동네 잡화점에서 위스키 한 병을 사서 마신 뒤 노숙자가 외치는 맥베스의 독백 대사를 들으며 쓰러져 잠든다. 다음날 극심한 숙취를 안고 극장으로 걸어가던 리건의 눈앞에 '버드맨'이 나타나, 공연은 이제 관두고 버드맨 4탄이나 찍자고 끈질기게 속삭인다. 그 순간 거리의 풍경에 포탄이 날아들며 난데없는 액션영화의 한 장면으로 바뀌고, 버드맨은 (본 영화를 보는) 관객들을 향해 당신들은 스펙터클한 것만 찾는다며 직접적으로 쏘아붙인다. 그 사이 한 건물 옥상 위에 서 있던 리건은 맨해튼 거리를 자유로이 날아다니다 극장 앞에 착지(하는 자신의 모습을 상상)한다.
리건의 뮤지컬 초연 당일 밤, 공연은 무난하게 진행된다. 대기실에서 평소보다 더 차분한 모습으로 쉬고 있던 리건에게 이혼한 아내 실비아가 찾아온다. 리건은 실비아에게, 몇 년 전 바람을 피우다 들킨 날 자살하려고 바다에 뛰어들었다가 해파리에 쏘여 실패했던 일을 털어놓는다. 그리고 자신의 머릿속에서 버드맨의 목소리가 들린다고 고백하나 실비아는 무시하고 공연 잘 마치라며 행운을 빌어준다. 실비아가 나가자 리건은 준비된 소품 권총 대신에 진짜 권총을 집어들고 마지막 장이 펼쳐지는 무대로 나간다. 주인공이 자살을 저지르는 순간에 맞추어, 리건은 권총을 머리에다 대고 쏜다. 그러나 이것이 공연의 일부라고 생각한 관객들이 기립박수를 보내고, 공연을 지켜보던 태비사는 일어나 퇴장한다.
다음 날 리건은 병실에서 눈을 뜬다. 정신을 차려보니 얼굴이 붕대로 감겨 있고, 자살할 때 총을 잘못 겨눈 바람에 날아간 코를 수술로 복원해둔 상태였다. 괜찮냐며 걱정하는 실비아와 달리 제이크는 이제 공연은 탄탄대로를 걸을 거라며 기쁨을 감추지 못한다. 알고 보니 혹평을 내릴 거라던 태비사가, 리건의 자살을 두고 요즘 공연계에서 보지 못한 피를 흘렸다며 '극사실주의를 개척했다'고 호평했던 것이었다. 그러던 중 샘이 아빠를 찾아와 병문안 선물로 꽃을 건네는데, 정작 리건은 코를 다쳐 냄새를 맡지 못한다. 그리고 사진을 찍어 자신이 만든 아빠의 트위터 계정에 업로드해 보여주는데 팔로워 수가 극한을 찌르고 있었다. 샘이 꽃병을 찾아 잠시 나간 사이, 리건이 화장실로 가서 붕대를 풀어보니 새 코가 부어올라 있었다. 그리고 변기에 앉아있던 '버드맨'에게 이제 꺼지란 인사를 남긴다. 병실 밖을 날아다니는 새들을 보고 푹 빠진 리건은 창문을 열고 창가에 올라간다. 잠시 뒤 병실로 돌아온 샘은 방 안에 아무도 없는 것을 발견하고 놀라고, 열린 창문 쪽으로 달려간다. 샘은 창밖 아래를 열심히 훑어보다 천천히 하늘 쪽으로 고개를 들고는 미소를 짓는다.

## 출연

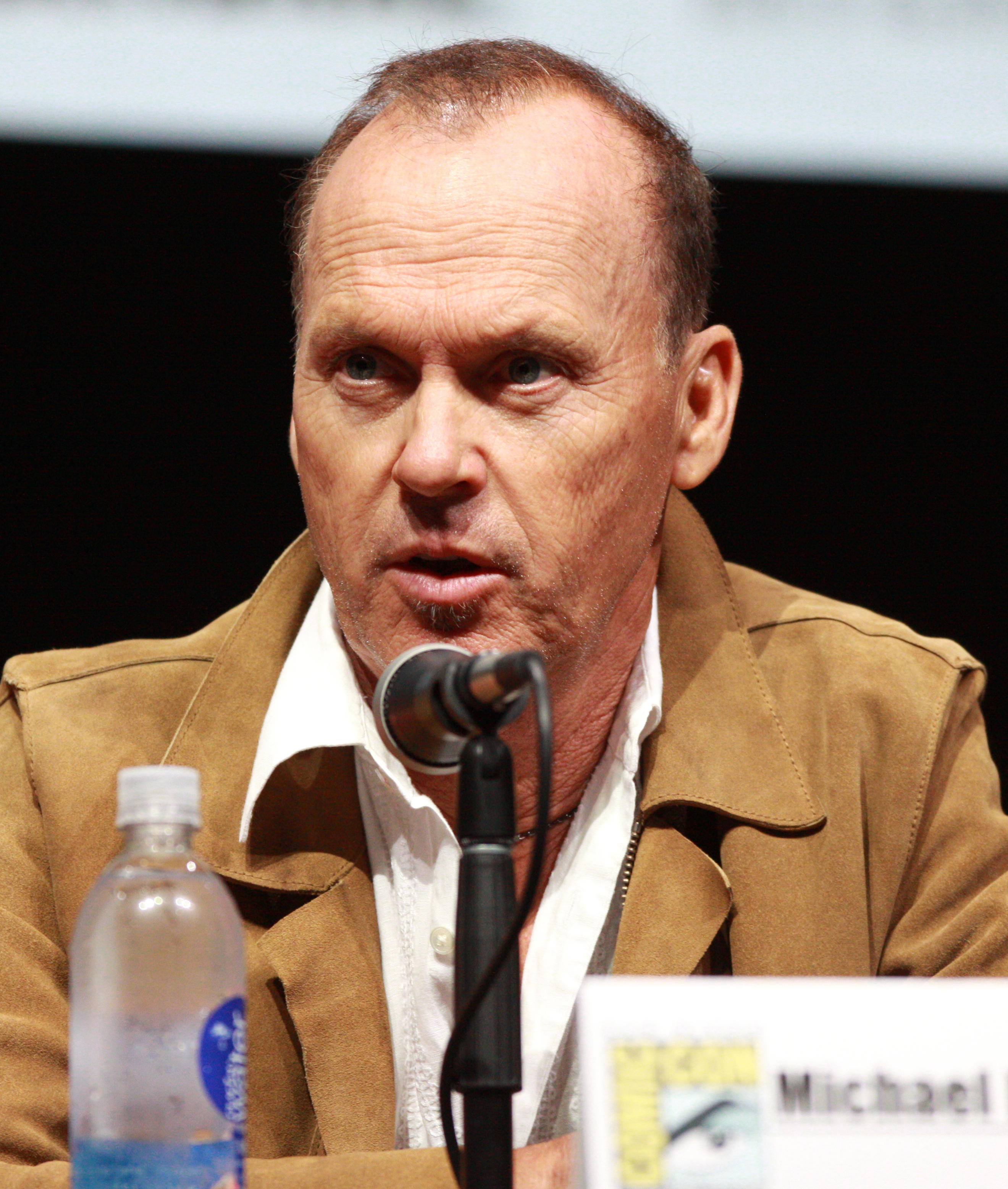
주인공 리건 역의 마이클 키턴.

- 마이클 키턴 - 리건 톰슨 / 버드맨
- 에드워드 노턴 - 마이크 샤이너
- 에마 스톤 - 샘 톰슨
- 나오미 왓츠 - 레슬리
- 잭 갤리퍼내키스 - 제이크
- 앤드리아 라이즈버러 - 로라
- 에이미 라이언 - 실비아 톰슨
- 린지 덩컨 - 태비사 디킨스
- 메릿 웨버 - 애니
- 제러미 셰이모스 - 랠프
- 프랭크 리들리 - 로스
- 캐서린 오설리번 - 의상 보조
- 데이미언 영 - 게이브리얼

## 제작

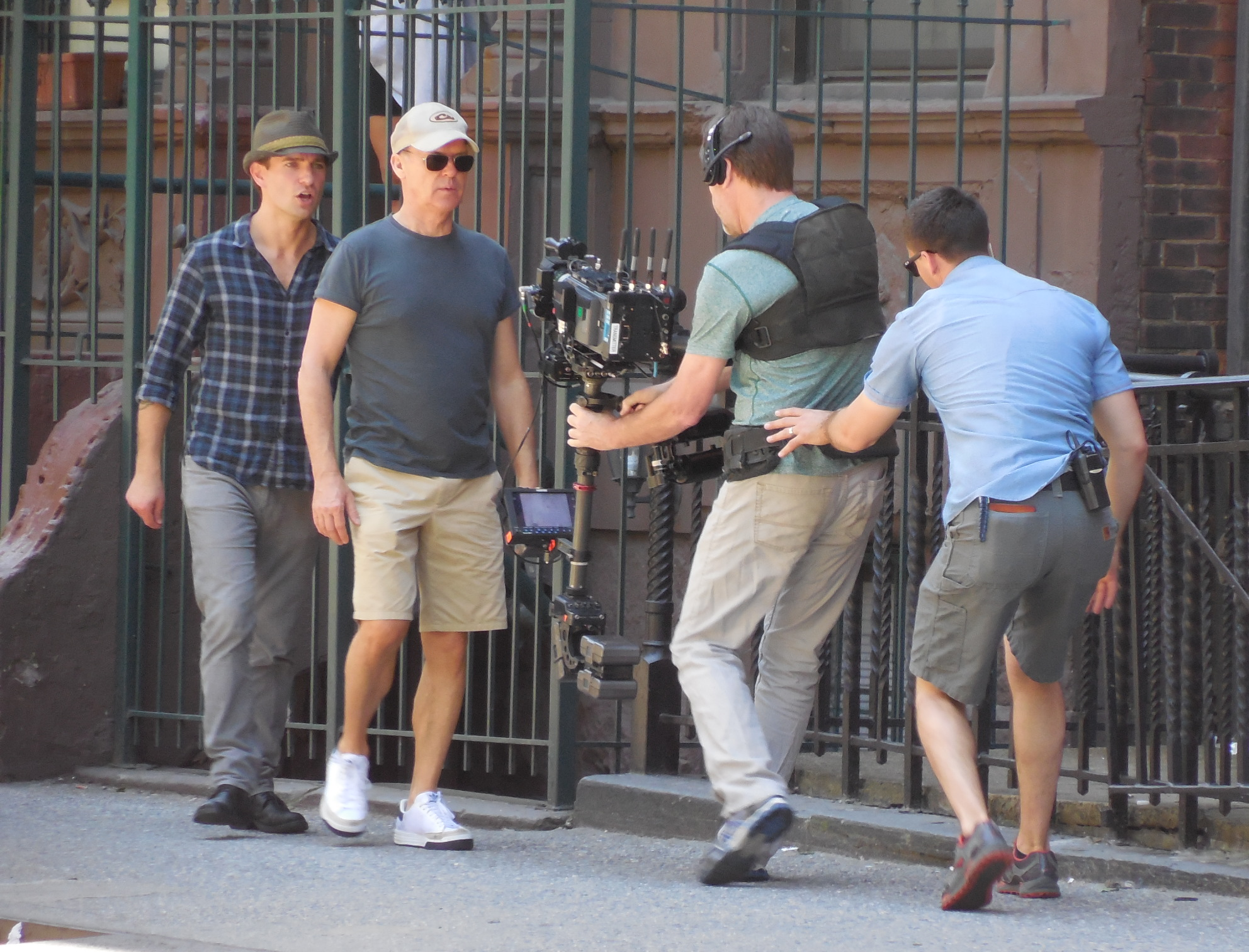
버드맨 촬영 모습

### 캐스팅
곤살레스 이냐리투 감독은 재정 지원을 받기부터 이미 일부 주연들을 캐스팅했다. 각본의 제작을 막 시작했을 때에는 마이클 키턴이 주연이라는 생각은 하지 않았지만, 제작을 마치고나서 생각을 바꾸게 되었다. 이냐리투는 다음과 같이 회상한다.
제가 이 각본을 마치고, 키턴은 선택이나 옵션이 아니라는걸 알게되었어요, 바로 키턴이 리건이였죠.
곤살레스 이냐리투는 키턴의 깊이 있는 다양한 연기 스타일을 보고 캐스팅하였다. 키턴은 무대에서의 요구, 클로즈업 작업, 두 개 모두 엄청난 깊이를 지닌 코미디 연기와 감정이입등을 할 수 있었다.
키턴은 곤살레스 이냐리투가 그에게 접근하기 이전부터 《버드맨》에 대해 알고 있었다. 그는 다른 작품에서 제작 중반쯤에 곤살레스 이냐리투가 새로운 영화를 제작하고 있음을 알게되었다. 그의 작품의 팬이였던 키턴은 집으로가 《버드맨》에 대해 더 알아보기도 하였다. 곤살레스 이냐리투는 그에게 대본을 보내줬고 저녁 식사를 한 후에 그것에 대해 논의를 하기도 하였다. 키턴이 감독에게 질문했던 첫 번째는 이냐리투가 자신을 웃기게 만들었는지 아닌지에 대해였고(팀 버튼의 배트맨 시리즈를 고려해서), 이후에 이냐리투는 그 역할에 대해서 영화 제작에 핵심적인 일이이라고 설명해줬고, 키턴도 리건을 연기하는데 동의하였다.
레슬리 역을 맡을 배우를 캐스팅하는 것은 주인공보다는 더 쉬웠다. 나오미 왓츠는 곤살레스 이냐리투 감독의 전 작품 《21 그램》에서 이미 함께 작업해본적이 있었고 그의 제안을 즉시 받아들였다. 그녀는 영화 제작 당시에 뉴욕에서 거주했었기에 작업이 가능했다.
곤살레스 이냐리투는 제이크 역을 맡은 잭 갤리퍼내키스를 캐스팅한 거에 대한 그의 결정을 "도박"이라고 불렸다. 갤리퍼내키스는 감독의 기준을 꽤나 재밌고 훌륭하게 치뤘고, 곤살레스 이냐리투 또한 그를 세심하다고 평가하며 합격점을 주었다. 에마 스톤은 이전에 샘 역할 지원하며, 이미 그녀가 곤살레스 이냐리투와 함께 작업을 하고 싶어하였다.

## 주제와 해석
이냐리투는 영화의 결말이 영화관의 좌석 수 만큼 다양하게 해석될 수 있다면서, 자신의 영화가 애매모호하다는 사실을 강조한다. 평론가들은 이 영화의 장르, 영화의 열린 결말과 플롯의 모호함, 리건의 개인적인 삶과 배우로서의 삶 사이의 복잡한 상호작용에 대해 다양한 영화 이론을 적용시켜보았다. 사람들은 이 영화의 장르를 두고 블랙 코미디, 치유물, 사실주의, 초현실주의, 마술적 사실주의 등등 다양한 분류를 제안한다. 이냐리투는 자신이 일부러 영화의 엔딩을 열린 결말로 만들었고, 일부러 다양한 플롯을 하나의 영화에 삽입했다고 이야기했다.
아버지와 딸의 관계도 엿보인다. 작가들은 리건과 사만다의 관계에 대해 묘사하는 것이 가장 힘들었다고 이야기한다. 또 기자들은 영화의 결론에 대해 더 이야기하기를 거절한 감독 대신 작가들에게 질문했는데, 작가들은 영화의 종결을 코메디 영화처럼 낼 방법을 도무지 찾을 수 없었다고 대답했다. 그리고 이 부분을 감상할 때 단지 리건과 버드맨 사이의 관계에만 집중하지 말고, 리건과 사만다의 관계에도 그만큼 관심을 가져달라고 이야기했다.
이 영화를 페데리코 펠리니의 《8과 1/2》(1963)과 비교하는 시선도 있다. 《8과 1/2》처럼 이 영화도 예술가의 불안감을 다루지만, 더 특별하고 혁신적인 방식으로 접근한다. 이냐리투는 야망, 존경, 명성 사이에서 고뇌하는 예술가의 모습을 무대와 무대 뒤 복도, 뉴욕 거리 등을 돌아다니며 원테이크로 잘 잡아냈다는 평가를 받는다.

## 개봉
《버드맨》은 제71회 베네치아 국제 영화제의 개막작으로 선정되었다. 2014년 10월 27일 북아메리카의 4개 극장에서 제한적으로 개봉하기 시작하였으며, 이어 2014년 11월 14일 전국적으로 857개 극장에서 개봉하였다.

### 흥행
《버드맨》은 1700만 달러의 제작비로 북아메리카에서 4230만 달러, 그 외 지역에서 6090만 달러의 수익을 기록하며 전세계에서 1억 320만 달러의 수익을 기록하였다.

### 수상
키튼은 제72회 골든 글로브상에서 뮤지컬·코미디 영화 부문 - 남우주연상을 수상하며 자신의 첫 골든 글로브상 수상을 달성하였다. 또 영화는 골든 글로브 각본상도 수상하였다.

#### 10대 영화 목록
《버드맨》은 많은 평론가들의 10대 영화 목록에 이름을 올렸다.
- 1위 - 앤 톰슨, 《인디와이어》
- 1위 - 크리스티 르미어, 로저이버트.com
- 2위 - 피터 트래버스, 《롤링 스톤》
- 4위 - 리처드 로퍼, 《시카고 선타임스》
- 7위 - 로저이버트.com
- 7위 - 글렌 케니, 로저이버트.com